# Амилопласты
Амилопласты — непигментированные пластиды (лейкопласты), присутствующие в некоторых клетках растений. Отвечают за синтез гранул крахмала путём полимеризации глюкозы и их последующее хранение. Амилопласты также преобразуют этот крахмал обратно в моносахариды, когда растение нуждается в энергии. Большое количество амилопластов может быть обнаружено в плодах и подземных запасающих органах, например, в тканях клубней картофеля и луковицах, а также в тонких тканях, включая семена, плоды, но они также часто встречаются с низкой частотой в различных тканях, включая листья, стебли и корни для временного хранения.
Синтез и хранение крахмала происходит также и в хлоропластах — зелёных пластидах, осуществляющих фотосинтез. Амилопласты и хлоропласты способны ко взаимному превращению. Это, например, наблюдается в клетках первичной коры клубней картофеля при помещении их на свет.

## Статолиты
В корневом чехлике (ткани на кончике корня) специализированные амилопласты, называемые статолитами, предположительно вовлечены в восприятие растением гравитации (геотропизм) за счёт перемещения их в клетке под действием силы тяжести.